# Immudex
Immudex è una società danese di reagenti e diagnostica fondata nel 2009. L'azienda opera da uffici situati a Copenhagen, in Danimarca, e a Fairfax, in Virginia.
Immudex è specializzata nella produzione di Destrameri MHC. I destrameri MHC sono reagenti chimici progettati per rilevare le cellule T specifiche dell'antigene.